# Tranvie dell'Adda

Mappa delle linee

Per tranvie dell'Adda si intende un gruppo di linee tranviarie interurbane gestite fino al 1939 dalla STEL e quindi dall'ATM, caratterizzate dall'elettrificazione a 1200 V cc, anziché a 600 V cc come il resto della rete.
Nel dettaglio, le tranvie dell'Adda comprendevano:
- la linea Milano-Vaprio con diramazione Villa Fornaci-Cassano;
- la linea Milano-Vimercate con diramazione Brugherio-Monza.

Dato il differente sistema di alimentazione, sulle tranvie dell'Adda facevano servizio solo alcuni gruppi di vetture tranviarie.
Le tranvie dell'Adda furono chiuse all'esercizio fra gli anni cinquanta e gli anni ottanta del XX secolo, e in parte sostituite dalle "Linee celeri dell'Adda", oggi parte della linea M2 della metropolitana.